# Pteraster rugatus
Pteraster rugatus är en sjöstjärneart som beskrevs av Percy Sladen 1882. Pteraster rugatus ingår i släktet Pteraster och familjen knubbsjöstjärnor. Inga underarter finns listade i Catalogue of Life.